# Seznam francouzských křižníků

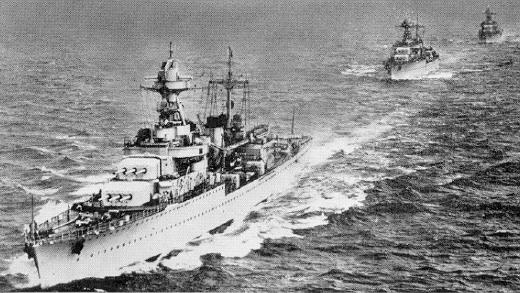
Georges Leygues

Seznam francouzských křižníků zahrnuje chráněné, pancéřové, lehké, těžké, minové, raketové a vrtulníkové křižníky francouzského námořnictva. Součástí seznamu jsou lodě získané jako kořist ve světových válkách.

## Chráněné křižníky

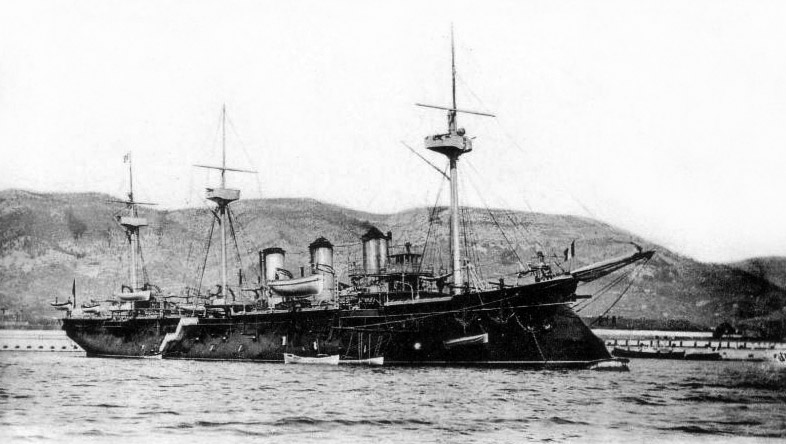
Amiral Cécille

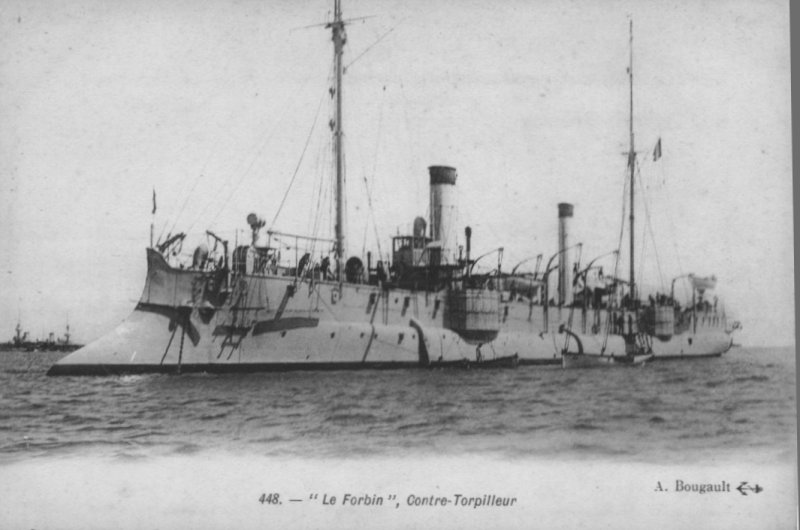
Forbin

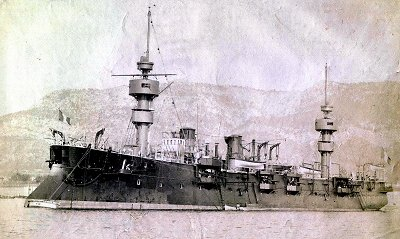
Jean Bart

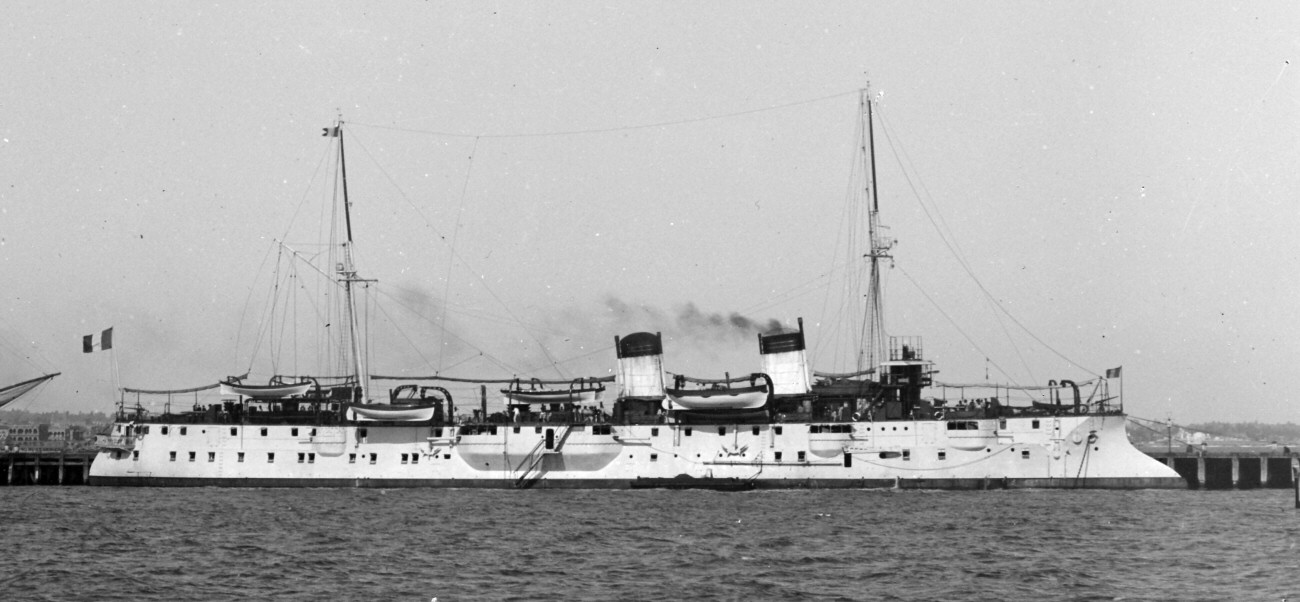
Protet

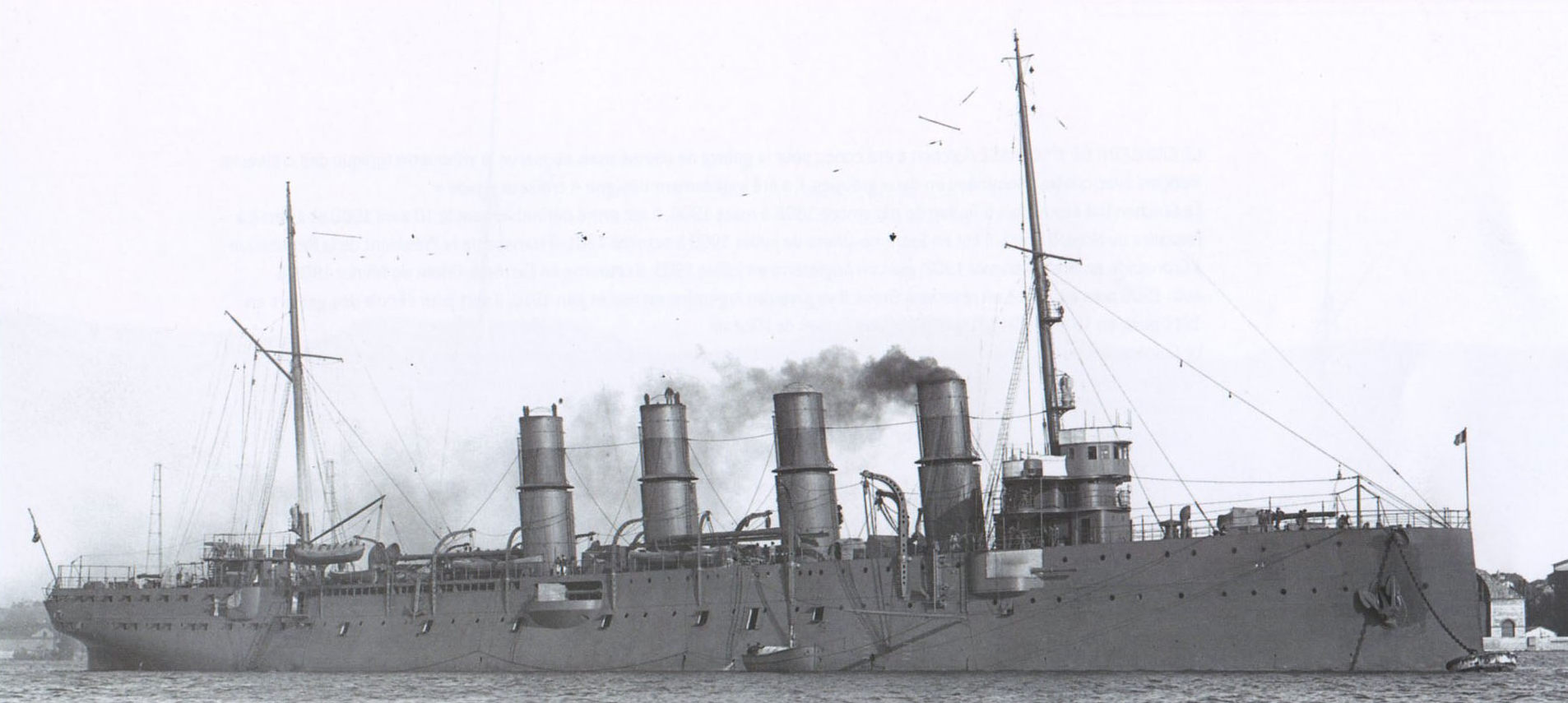
Chateaurenault

- Sfax
- Tage
- Amiral Cécille
- Davout
- Suchet

- Třída Forbin
  - Forbin
  - Coetlogon
  - Surcouf

- Třída Troude
  - Troude
  - Cosmao
  - Lalande

- Třída Linois
  - Linois
  - Galilée
  - Lavoisier

- Třída Alger
  - Alger
  - Jean Bart
  - Isly

- Třída Friant
  - Friant
  - Chasseloup Laubat
  - Bugeaud

- Třída Descartes
  - Descartes
  - Pascal

- Třída D'Assas
  - D'Assas
  - Du Chayla
  - Cassard

- Třída Catinat
  - Catinat
  - Protet

- D'Entrecasteaux
- Guichen
- Chateaurenault

- Třída Destrées
  - Destrées
  - Infernet

- Jurien de la Gravière

## Pancéřové křižníky

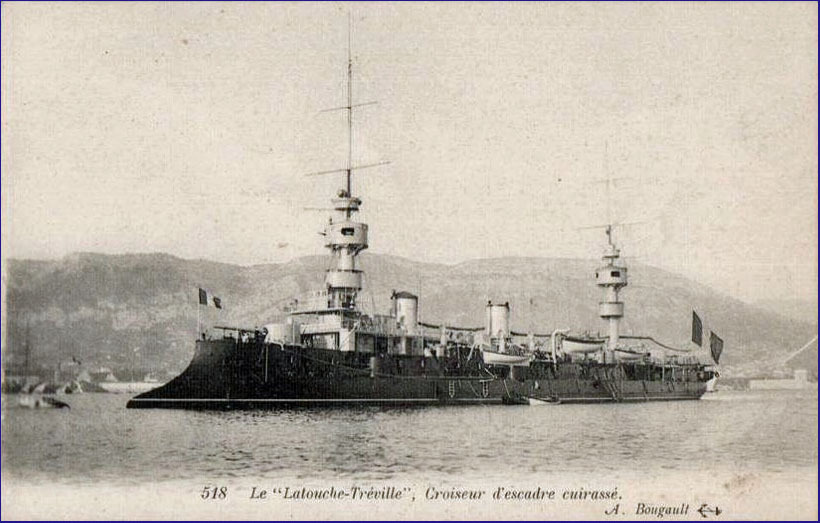
Latouche-Tréville

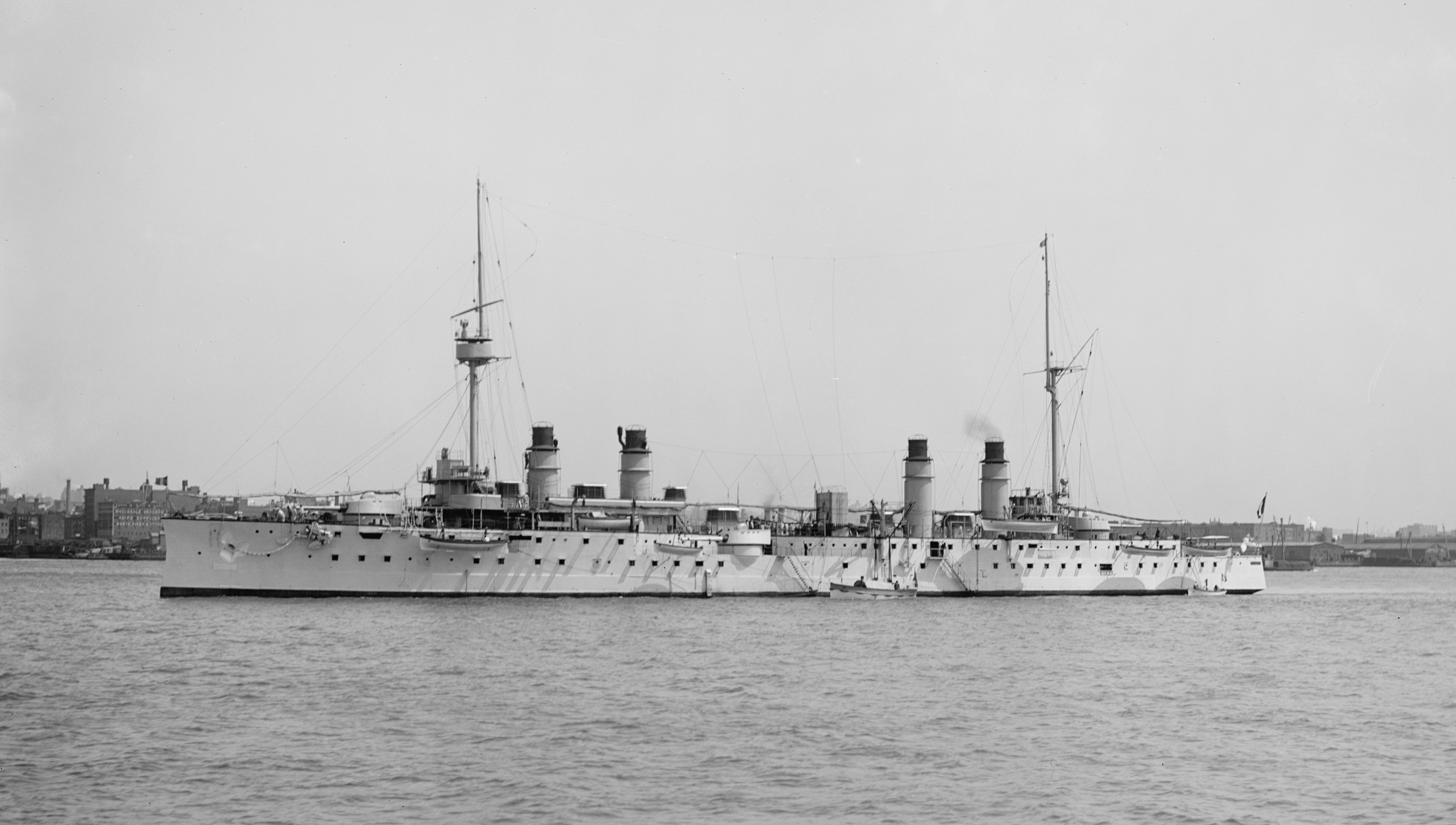
Kléber

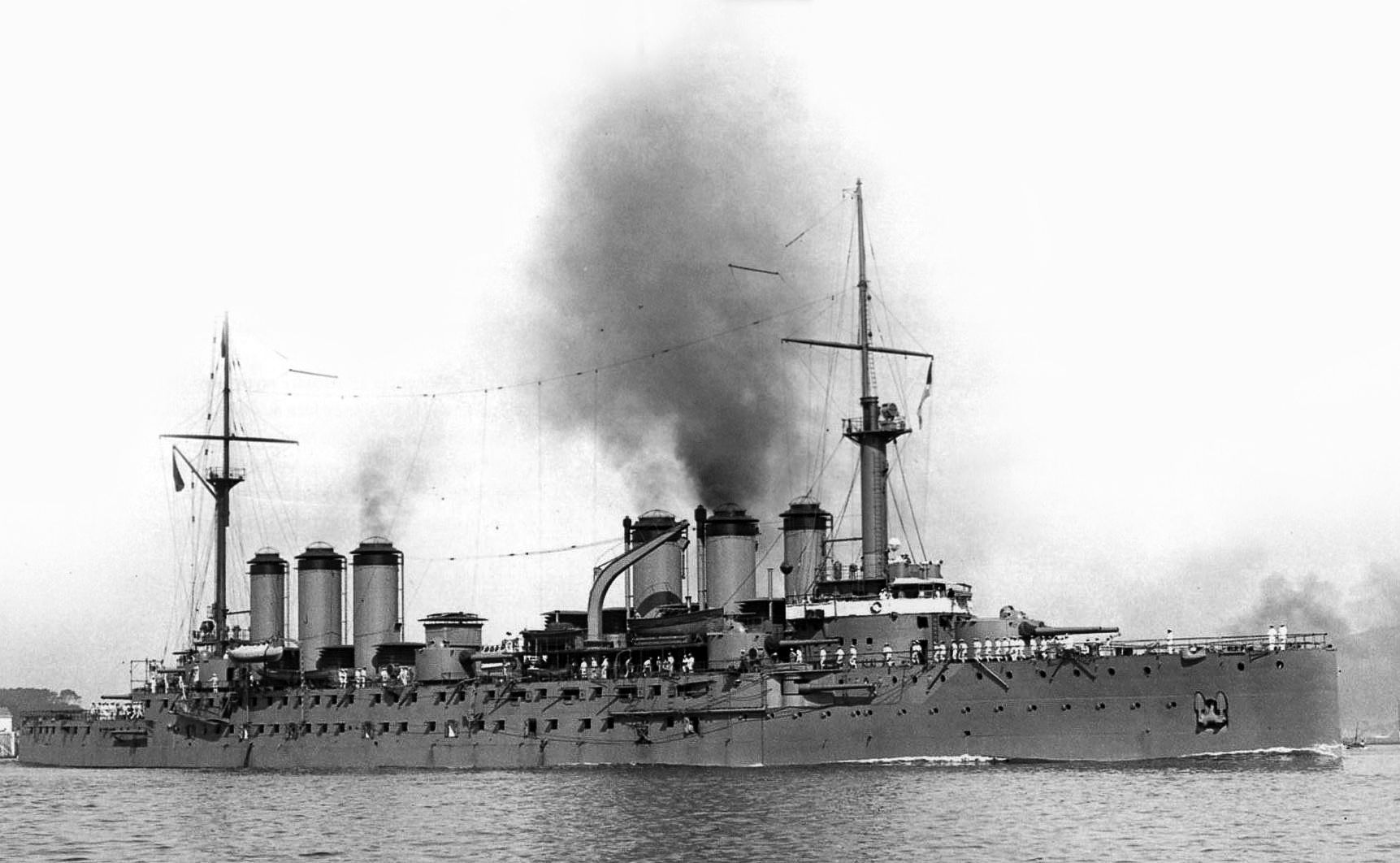
Edgar Quinet

- Dupuy de Lôme

- Třída Amiral Charner
  - Amiral Charner
  - Bruix
  - Chanzy
  - Latouche-Tréville

- Pothuau
- Jeanne d'Arc

- Třída Gueydon
  - Gueydon
  - Montcalm
  - Dupetit-Thouars

- Třída Dupleix
  - Dupleix
  - Desaix
  - Kléber

- Třída Gloire
  - Gloire
  - Marseillaise
  - Condé
  - Amiral Aube
  - Sully

- Třída Léon Gambetta
  - Léon Gambetta
  - Jules Ferry
  - Victor Hugo

- Jules Michelet
- Ernest Renan

- Třída Edgar Quinet
  - Edgar Quinet
  - Waldeck-Rousseau

## Lehké křižníky
- Třída Duguay-Trouin
  - Duguay-Trouin

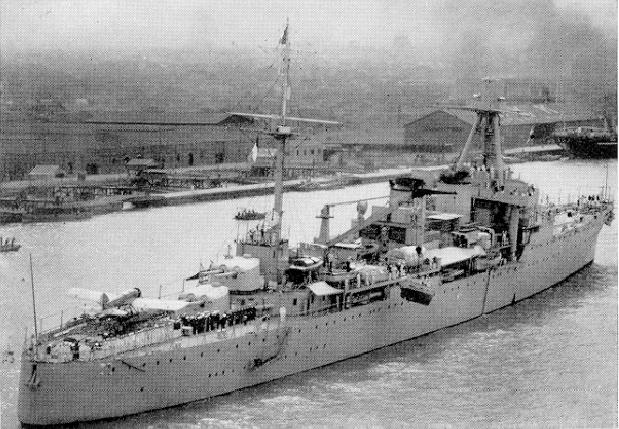
Duguay-Trouin

  - Lamotte-Piquet – potopen v Indočíně v roce 1945
  - Primauget – potopen 8. listopadu 1942 u Casablancy

- Jeanne d'Arc – cvičná loď s parametry lehkého křižníku
- Émile Bertin

- Třída La Galissonnière

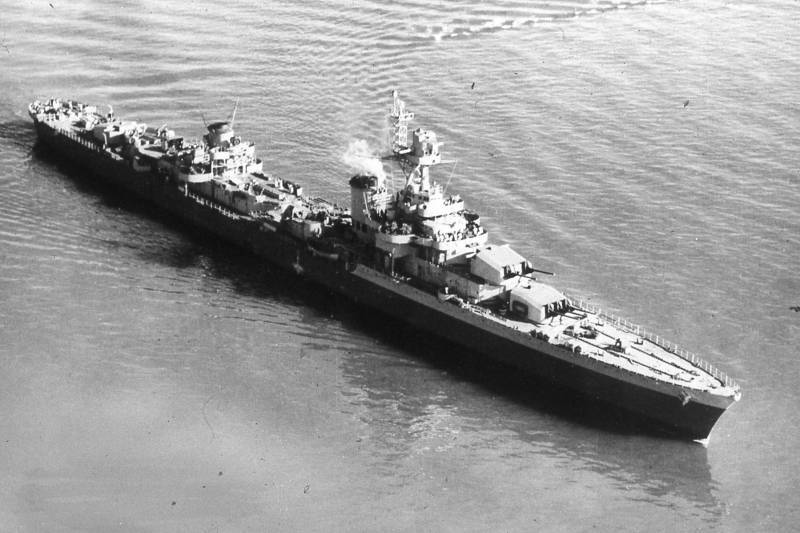
Émile Bertin

- - La Galissonnière – potopen 27. listopadu v Toulonu
  - Jean de Vienne – potopen 27. listopadu v Toulonu
  - Marseillaise – potopen 27. listopadu v Toulonu

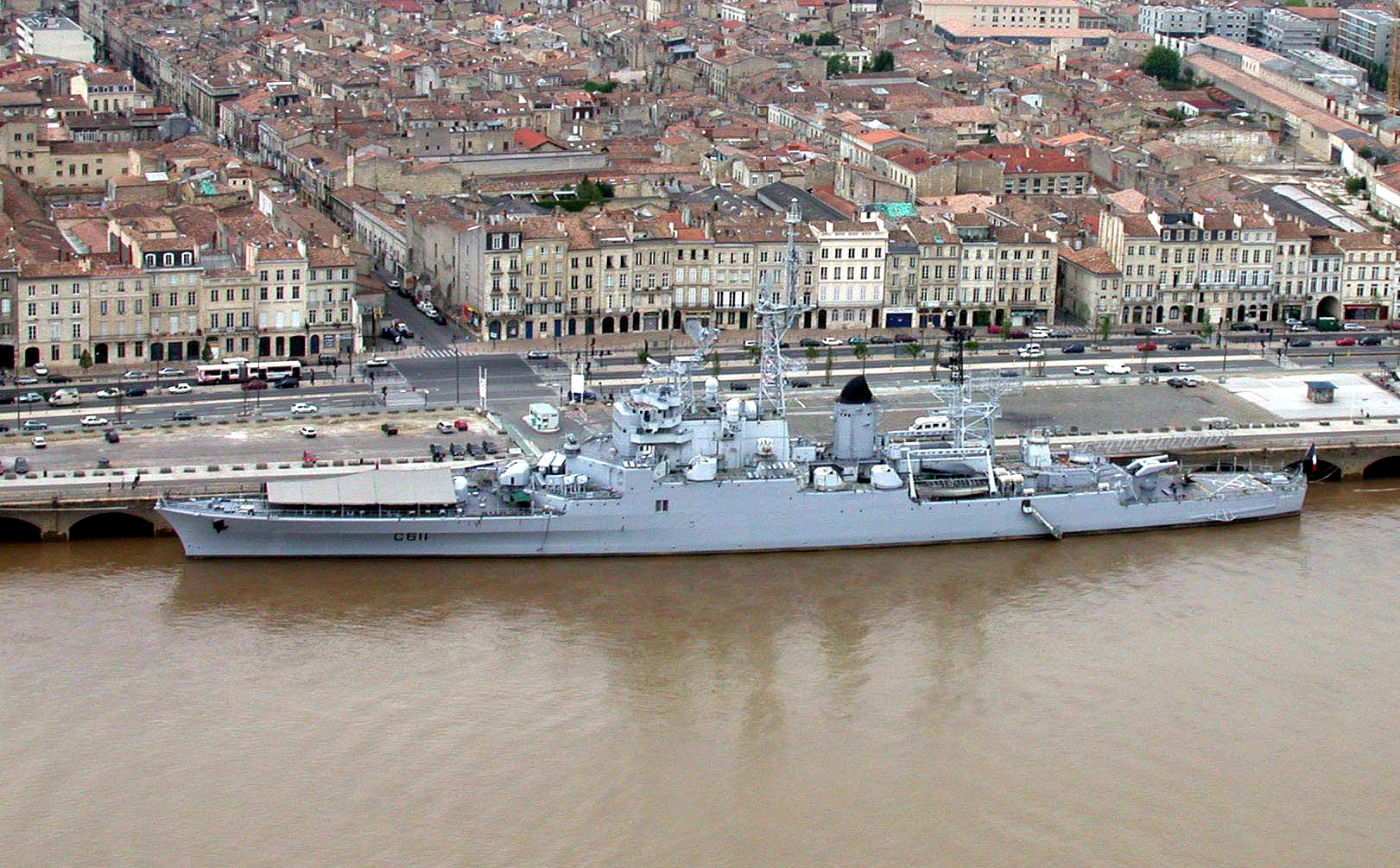
Colbert (C 611)

  - Gloire
  - Montcalm
  - Georges Leygues

- Třída De Grasse
  - De Grasse
  - Chateaurenault – stavba zrušena
  - Guichen – stavba zrušena

## Raketové křižníky
- Colbert (C 611)

## Těžké křižníky
- Třída Duquesne
  - Duquesne
  - Tourville

- Třída Suffren

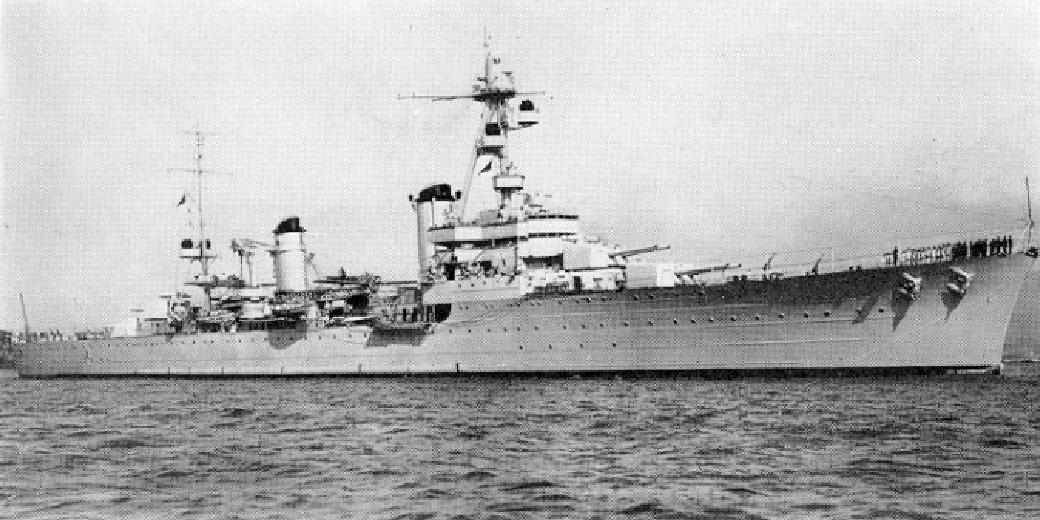
Colbert

  - Suffren – vyřazen a sešrotován v roce 1974
  - Colbert – potopen 27. listopadu v Toulonu
  - Foch – potopen 27. listopadu v Toulonu
  - Dupleix – potopen 27. listopadu v Toulonu

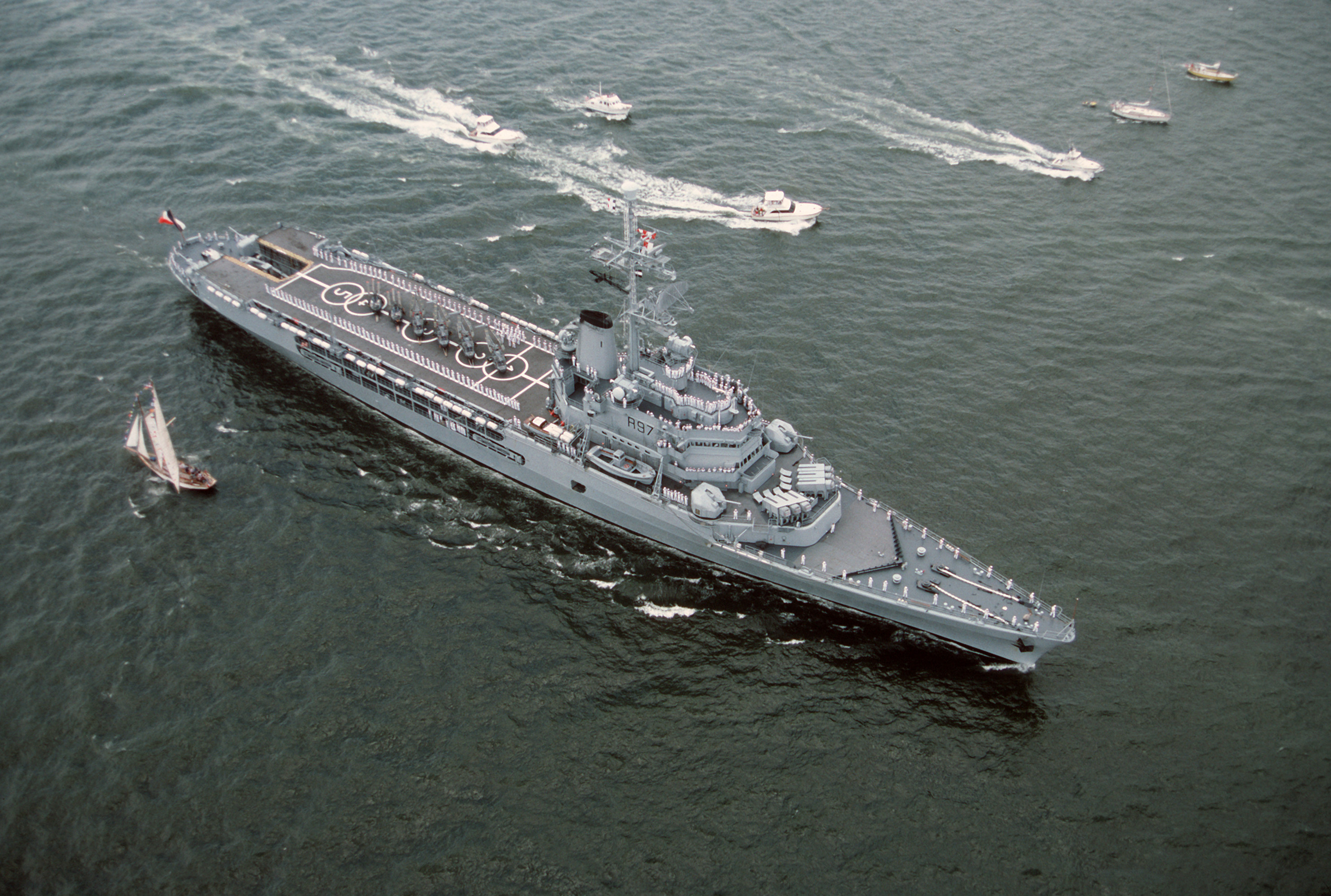
Jeanne d'Arc

- Algérie – potopen 27. listopadu v Toulonu

## Minové křižníky
- Pluton

## Vrtulníkové křižníky
- Jeanne d'Arc

## Kořist z první světové války
- Mulhouse (ex Stralsund) – třída Magdeburg
- Metz (ex Königsberg) – třída Königsberg
- Colmar (ex Kolberg) – třída Kolberg
- Strasbourg (ex Regensburg) – třída Graudenz
- Thionville (ex Novara) – třída Novara

## Kořist z druhé světové války
- Chateurenault (ex Attilio Regolo) – třída Capitani Romani
- Guichen (ex Scipione Africano) – třída Capitani Romani